# 나리타촌
나리타촌(成田村)은 사이타마현의 북부 기타사이타마군에 속했던 촌이다. 현재의 구마가야시에 해당한다.

## 역사
- 1889년 4월 1일 - 정촌제 시행에 수반해 기타사이타마군 나리타촌이 성립하였다.
- 1927년 4월 1일 - 오사토군 구마가야정에 편입되었다.